# Beyond Gravity
Beyond Gravity (ehemals RUAG Space) ist die Raumfahrt-Division des Schweizer Technologiekonzerns RUAG. Die Raumfahrt-Division ist einer der Geschäftsbereiche der RUAG und wird durch die Beyond Gravity Services AG mit Sitz in Bern vertreten. An dreizehn Standorten in der Schweiz, in Schweden, in Deutschland, in Finnland, in den USA und in Österreich beschäftigt Beyond Gravity rund 1600 Mitarbeiter und erzielte im Jahr 2021 einen Umsatz von ca. 319 Millionen Schweizer Franken.

## Geschichte
Der heutige RUAG-Geschäftsbereich Beyond Gravity entstand durch systematische Übernahmen und Zukäufe von Raumfahrtunternehmen durch die RUAG, die sich nach ihrer Privatisierung 1998 vom staatlichen Rüstungskonzern zu einem Technologiekonzern entwickelte. Bereits 1970 führte die RUAG im Unterauftrag der Zürcher Raumfahrtfirma Oerlikon Contraves die Endmontage der Nutzlastverkleidungen der Arianeraketen durch. Der Kern des Geschäftsfeldes Beyond Gravity geht dabei auf vorgenanntes Zürcher Unternehmen zurück, das mehrfach umfirmierte und zuletzt unter dem Namen Oerlikon Space AG auftrat. Es galt als das bis dato grösste Schweizer Raumfahrtunternehmen. Die Oerlikon Space AG wurde im Sommer 2009 von der RUAG übernommen, in RUAG Space AG umbenannt und im Juni 2010 aus dem Handelsregister gelöscht. Ab diesem Zeitpunkt wurden die Aktivitäten der RUAG Space AG in die RUAG Schweiz AG integriert und die Raumfahrt-Aktivitäten als Division Space innerhalb dieser weitergeführt.
Die heutige Beyond Gravity Schweiz AG, die grösste Tochtergesellschaft im Geschäftsbereich Beyond Gravity, hat wie auch die RUAG ihren Firmensitz in Emmen. Bereits vor dem Oerlikon-Space-Zukauf hatte die RUAG im Jahr 2000 die Schweizer Firmen Mecanex (Nyon) und HTS (Wallisellen) sowie im Jahr 2008 die schwedische SAAB Space (heute Beyond Gravity Sweden AB) und deren Tochtergesellschaft Austrian Aerospace (heute Beyond Gravity Austria GmbH) übernommen. Auch in den darauffolgenden Jahren expandierte RUAG weiter. 2015 wurde ein Standort der ehemaligen Patria in Finnland übernommen (heute Beyond Gravity Finland Oy), im gleichen Jahr expandierte RUAG Space auch in die USA (Beyond Gravity USA Inc.). 2016 wurde die HTS GmbH in Coswig bei Dresden als Standort in Deutschland in die RUAG aufgenommen, der ab 2018 unter RUAG Space Germany GmbH firmierte. Am 1. Mai 2022 wurde RUAG Space offiziell in Beyond Gravity umbenannt.
Seit 2018 wollte der Bundesrat die Firma verkaufen. Bis im März 2025 hatten sich Nationalrat und Ständerat einer Motion gegen den Verkauf angeschlossen.

## Divisionsstruktur und Standorte
Beyond Gravity ist einer der Geschäftsbereiche (Divisionen) des Schweizer Technologiekonzerns RUAG International Holding AG (nachfolgend RUAG genannt). Er wird öffentlich durch die Beyond Gravity Services AG mit Sitz in Bern vertreten und ist mit Tochtergesellschaften der RUAG in der Schweiz, in Schweden, Finnland, Deutschland, den USA und in Österreich präsent. Im Geschäftsbereich Beyond Gravity sind rund 1600 Mitarbeiter bei neun Gesellschaften mit insgesamt dreizehn Standorten angestellt (Stand 2022). Im Geschäftsjahr 2021 wurde im Geschäftsfeld Beyond Gravity mit damals 1455 Mitarbeitern ein Umsatz in Höhe von CHF 319 Mio. erwirtschaftet.
Kerngeschäft von Beyond Gravity sind die Schweizer Raumfahrtaktivitäten der Beyond Gravity Schweiz AG und der Beyond Gravity Slip Rings SA, beide Tochtergesellschaften der RUAG. Die Standorte sind in Emmen und Nyon. Die Beyond Gravity Germany GmbH in Coswig ist über die RUAG Deutschland GmbH eine indirekte Tochter der RUAG. In den Vereinigten Staaten ist Beyond Gravity über die RUAG-Tochtergesellschaften Beyond Gravity USA Inc. und Beyond Gravity USA Holding Inc. vertreten. Sie haben Standorte in Decatur, Alabama; Titusville, Florida und Denver (Centennial), Colorado. Die schwedische Gesellschaft Beyond Gravity Sweden AB ist ebenfalls eine Tochtergesellschaft der RUAG. Sie hat Standorte in Göteborg und in Linköping. Die österreichische Gesellschaft Beyond Gravity Austria GmbH mit den beiden Standorten Meidling und Berndorf ist wie die finnische Gesellschaft Beyond Gravity Finland Oy mit dem Standort Tampere eine Tochtergesellschaft der schwedischen Beyond Gravity Holding Sweden AB.
Die Muttergesellschaft der RUAG ist die BGRB Holding AG, die 2019 ins Handelsregister eingetragen wurde.

## Produkte
Kerngeschäft von Beyond Gravity ist die Entwicklung und Fertigung von Baugruppen für Satelliten und Trägerraketen. Beyond Gravity als eine der Divisionen von RUAG ist in drei Produktgruppen (engl. Product Groups) gegliedert: Electronics, Launchers und Spacecraft.
Beyond Gravity ist beziehungsweise war an vielen europäischen Raumfahrtmissionen beteiligt, unter anderem Herschel, Planck, SMOS, BepiColombo, Galileo, Solar Orbiter sowie ATV und ist namhafter Lieferant für die Trägerraketen Ariane 5, VEGA und ATLAS.

### Produktgruppen
Die Produktgruppe Electronics umfasst Weltraumelektroniken. Dies sind unter anderem Computer für Satelliten und Trägerraketen, (GPS) Navigationsempfänger und Signalprozessoren, Antriebsregelungselektroniken, Mikrowellenelektronik und Antennen.
Die Produktgruppe Launchers stellt die Spitze von Trägerraketen, sogenannte Nutzlastverkleidungen, her. Neben diesen werden auch Separationsadapter und Separationsdispenser hergestellt sowie Leitsysteme für Höhenforschungsraketen.
Die Produktgruppe Spacecraft enthält mechanische und thermale Weltraumprodukte. Dies beinhaltet die Strukturbauteile der Satelliten, Mechanismen von Satelliten, die Ausrüstung mechanischen Bodeninfrastruktur (engl. Mechanical ground Support Equipment [MGSE]), Schleifringe zur Datenübermittlung, sowie Thermalisolation (MLI – engl. Multi Layer Insulation) und Heizer.

### Nutzlastverkleidungen
Ein bekanntes RUAG-Produkt sind die Nutzlastverkleidungen, die zum Beispiel für die Ariane-Trägerraketenfamilie von Arianespace hergestellt werden. Auch liefert Beyond Gravity die Nutzlastverkleidung für die Vega-Trägerrakete, die seit 2012 ebenfalls von Kourou gestartet wird. Die amerikanische Atlas V (500er-Serie) der Firma United Launch Alliance und deren Nachfolgemodell Vulcan werden ebenfalls mit den Verkleidungen von Beyond Gravity bestückt.
Die Konstruktion ist ein Sandwich mit einem Kern aus Aluminiumwaben, der mit Deckschichten aus kohlenstofffaserverstärktem Kunststoff verklebt werden. Sie wird in einem Autoklav bei 50 bis 250 °C gebacken (ausgehärtet), mit Korkmatten überzogen und lackiert. Die Konstruktion isoliert die Nutzlast und schützt sie auch vor Temperatureinwirkungen (Thermalschutz). Die Betriebstemperatur der Nutzlast kann konstant gehalten werden, während ausserhalb der Verkleidung Temperaturen zwischen −260 °C und 150 °C herrschen können.